# Galerie Moritz
Galerie Moritz je obchodní centrum v Olomouci, které bylo otevřeno 29. listopadu 2012 v budově bývalého obchodního domu PRIOR, která prošla komplexní rekonstrukcí a modernizací.
Komplexní rekonstrukcí, která začala 1. března 2012 a trvala zhruba 9 měsíců, došlo především k oživení fasády budovy použitím skla, a tím docílení efektu zrcadlení okolních historických domů, a k prosvětlení celého interiéru vybudováním prostorného atria s eskalátory. Rekonstrukce vzbudila kontroverze, protože při ní byl zničen původní betonový plášť ve stylu brutalismu a tím značně utrpěla architektonická hodnota budovy.
V Galerie Moritz, nazvané podle sousedního kostela svatého Mořice, se nachází 40 nájemních jednotek na čtyřech podlažích (suterén, přízemí, 1.patro, 2.patro).
Mezi nájemci jsou módní řetězec H&M, supermarket BILLA, obuv BAŤA, elektroprodejna DATART, knihkupectví Neoluxor books, dm drogerie, hračky DRÁČIK a další specializované obchody.